# Іванченко Віталій Васильович
Іванченко Віталій Васильович — український театральний та кіноактор.

## Життєпис
Народився 6 квітня 1978 року        Велика Багачка Полтавська область.
2003 року закінчив Київський естрадно-цирковий коледж, майстерня Є. Лунченко, Д. Бабаєва.
Актор театру ім. Лесі Українки.
Знявся у більше ніж 75 фільмах.
Одружений з актрисою Маргаритою Бахтіною.

## Фільмографія
- раша гудбай (2025), фільм
- Дільничний із ДВРЗ повітряна тривога (2023-2024), серіал
- Дільничний з ДВРЗ 3 (2022), серіал
- Скажені сусіди. Нові історії (2022), фільм
- Дільничний з ДВРЗ. Операція «Новий рік» (2021), телефільм
- Сидорéнки-Сидóренки. Ремонт стосунків (2020), серіал
- Дільничний із ДВРЗ 2 (2020), серіал
- Зникла наречена (2019), серіал
- З вовками жити... (2019), серіал
- Дільничний з ДВРЗ (2019), серіал [6]
- Родинні зв'язки 2 (2019), серіал
- Слуга Народу 2  (2017), серіал
- Обручка з рубіном (2017), серіал
- Дільничний з ДВРЗ 3
- Догори дриґом (2017), серіал
- Бебі-бум (2016), телефільм
- Гроза над Тихоріччям (2016), серіал
- Паперові квіти (2016), телефільм
- Поганий хороший коп (2016), серіал
- Креденс (2013), фільм
- Джамайка (2012), серіал
- Історія графомана (2012), фільм
- Жага екстриму (2007), телефільм